# Peter Wolf (Künstlermanager)

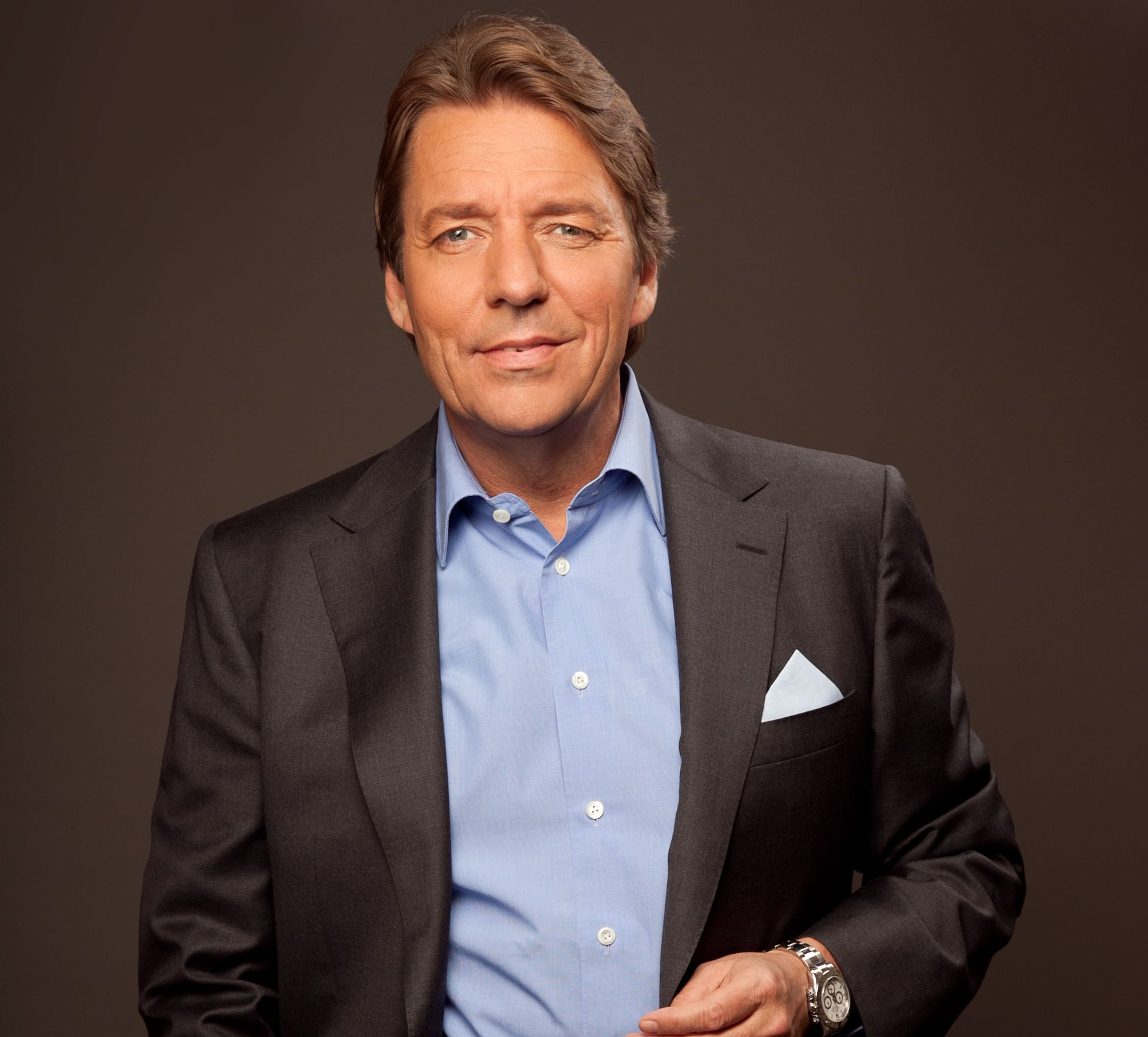
Peter Wolf

Peter Wolf (* 30. August 1957 in Müllheim, Baden-Württemberg) ist ein deutscher Medienmanager, Künstlermanager und Fernsehproduzent.

## Herkunft und Ausbildung
Peter Wolf wurde als Sohn des Darmstädter Pharmafabrikanten Johannes Peter Mercedes Merck († 10. November 2014) und der Absolventin der Palucca Schule Dresden, Ingeborg Wolf, in Müllheim geboren.
Wolf besuchte von 1974 bis 1977 das Klinger Wirtschaftsgymnasium in Frankfurt am Main und arbeitete während seiner Schulzeit bereits als freier Journalist bei der Frankfurter Rundschau und den Frankfurter Nachrichten Zeitung. Nach dem Abitur absolvierte er von 1977 bis 1979 ein 2-jähriges Redaktions-Volontariat bei der dpa Deutschen Presse-Agentur.

## Karriere
Ab 1979 war Wolf als Redakteur tätig.
1988 machte sich Peter Wolf mit einer Künstleragentur in Berlin selbstständig. Sein erster Klient war der Schauspieler und Entertainer Harald Juhnke, den er seit 1988 vertrat. Seit Juhnkes Tod nimmt Wolf die Interessen von Harald Juhnkes Erben wahr.
Seit 1995 übernimmt Peter Wolf PR, Public Affairs, Consulting und Medienmanagement für die von ihm vertretenden Künstler sowie für Unternehmen, Verbände, Verlage, Vereine wie ZDF, ARD, Deutsche Bank, Ullstein, Verlagsgruppe Georg von Holtzbrinck, Heyne, Universal, Unternehmensgruppe Theo Müller, Media Markt, Sky.
Seit 1997 übernahm Wolf im Künstlermanagement Klienten Vicky Leandros, Bettina Zimmermann, Thomas Heinze, Bruno Eyron, Mariella Ahrens, Carmen Nebel, Anna Maria Kaufmann, Paul Kuhn, Hera Lind, Katharina Schubert, Jessica Stockmann, Margot Werner, Tamara Gräfin von Nayhauß, Thomas Darchinger, Eva Lind, Wolfgang Lippert,  Thomas Borer, Shawne Fielding, Susanne Juhnke, Andrea Kiewel und das Duo Rotblond. Im Jahr 2012 gründete Peter Wolf den Lobomusic Musikverlag, mit dem er sein Tätigkeitsfeld im Medienmanagement erweiterte und betreibt seitdem mit diesem die Betreuung von Künstlern, Unternehmen und Institutionen sowie das Management, die Vermittlung und Vermarktung von Showstars, Sängern, Schauspielern, Autoren und weiteren prominenten Persönlichkeiten.
Von 1998 bis 2003 war Peter Wolf Geschäftsführer der Produktionsfirma Juhnke Entertainment GmbH und verantwortete 1998 als Produzent den Dokumentarfilm "Vorhang auf - Applaus" zum 50. Bühnenjubiläum von Harald Juhnke.
2003 gründete Peter Wolf das Deutsche Showballett Berlin. 2012 übernahm er das Deutsche Fernsehballett vom Mitteldeutschen Rundfunk. 2020 kam es zur endgültigen Trennung mit dem Mitteldeutschen Rundfunk und 2020 wurde mit der Fernsehsendung „Das Deutsche Fernsehballett – Die große Show zum Abschied“ die fast 60-jährige Karriere des Deutschen Fernsehballetts beendet.
Peter Wolf war von 2003 bis 2017 zusammen mit der TV-Moderatorin Carmen Nebel Gesellschafter und Geschäftsführer einer Produktionsfirma. Von 2004 bis 2015 war er Produzent von 68 Folgen der ZDF-Show Willkommen bei Carmen Nebel. Die Zusammenarbeit mit der Moderatorin endete 2015 und hatte eine Reihe von Gerichtsprozessen zur Folge, nach denen beide Parteien gegenseitig Zahlungen leisten mussten.
Peter Wolf produzierte auch Konzertmitschnitte, wie zum Beispiel Konzerte von Andreas Gabalier, der Band Pur und von Vicky Leandros. Er verantwortete TV-Spendengalas des ZDF für Misereor, Brot für die Welt und die Deutsche Krebshilfe. Für den MDR produzierte er 2012, 2017 und 2020 „Die große Show der langen Beine“.
Seit 2015 ist Peter Wolf Geschäftsführer und Inhaber einer Immobilienverwaltung.

## Privates
Peter Wolf lebt in Berlin und ist seit 2011 mit der Primaballerina und Sängerin Melanie Wolf verheiratet.